# Mantenópolis (ort)
Mantenópolis är en ort i Brasilien.   Den ligger i kommunen Mantenópolis och delstaten Espírito Santo, i den sydöstra delen av landet, 800 km öster om huvudstaden Brasília. Mantenópolis ligger 413 meter över havet och antalet invånare är 8 547.
Terrängen runt Mantenópolis är kuperad. Mantenópolis är det största samhället i trakten.
Omgivningarna runt Mantenópolis är huvudsakligen savann. Runt Mantenópolis är det ganska glesbefolkat, med 29 invånare per kvadratkilometer.